# Братя Карамазови
Вижте пояснителната страница за други значения на Братя Карамазови.
„Братя Карамазови“ (на руски: Бра́тья Карама́зовы) е роман на руския писател Фьодор Достоевски, публикуван през годините 1879 – 1880 година в списание „Руски вестник“. Това е последната му творба и се счита за неговото най-добро произведение, своеобразен творчески синтез на всичко, създадено от него дотогава, както и един от големите шедьоври на световната литература.
Книгата е философски роман, разглеждащ етически проблеми като Бог, свободата на волята и морала. Действието се развива в неизвестно градче в Русия през XIX век, като мястото на действието напомня на Старая Руса, където е написана по-голямата част от текста.
По произведението на Достоевски са направени редица екранизации и театрални пиеси, базирани или вдъхновени частично от първоизточника. Известната американска трупа „Летящите Братя Карамазови“, занимаващи се с жонглиране и комични изпълнения, взимат името си от руския роман.

## Фабула и сюжет
Внимание:  Текстът по-долу разкрива сюжета на произведението (или части от него)!

### Фабула
Старият Фьодор Павлович Карамазов има четирима сина – трима законни (Дмитрий, Иван и Алексей) и един извънбрачен (Павел Смердяков). Дмитрий е най-големият и е от първия му брак с благородницата Аделаида Миусова, а другите двама – Иван и Алексей са от втория му брак със Софя Ивановна. Смердяков е дете на умопобърканата Лизавета Смрадливата, от която Фьодор Павлович веднъж се възползва, вследствие на което тя ражда момчето. Тъй като старият Карамазов не признава детето, то приема фамилията на майка си (Смрадливата => Смердяков). И двете му съпруги умират, когато децата са още малки, а старият Карамазов ги изоставя, затова те израстват при роднини по майчина линия и без да познават баща си. От всички тях само Дмитрий знае, че ще получи наследство от майка си, като навърши пълнолетие. Но тъй като не знае размерите на това наследство, баща му го излъгва и присвоява част от него, което е първият проблем между тях. Вторият е, че и двамата са влюбени в Грушенка, която старият Карамазов изпраща при Дмитрий, за да го излъже със сметките по наследството. На тези два проблема се гради конфликтът между тях. След като семейството се събира заедно за пръв път, всички се опасяват и страхуват от фаталния край, който може да има разпрата между бащата и сина. Тъй като Дмитрий е избухлив и яростен по природа, неведнъж е заявявал пред различни хора, а дори и пред самия си баща, че ще го убие. Точно поради тази причина, след като намират стария Карамазов мъртъв в дома си, обвиненията падат върху Дмитрий. С толкова доказателства, сочещи вината на Дмитрий, никой не би предположил, че всъщност убиецът е Смердяков. Смердяков признава какво е извършил само пред по-големия си полубрат Иван, след което се обесва, а Иван полудява. Така истината остава скрита, а Дмитрий е изпратен в затвор в Сибир.

### Сюжет
- Книга първа (*тук разказвачът представя героите си и живота им, преди да се срещнат)

Фьодор Павлович Карамазов е заможен помешчик, който има четирима сина – тримата законни, а последният – незаконен. Жени се два пъти. Първият му брак е с красивата Аделаида, която е от богатия и знатен род на дворяните Миусови. Между тях обаче любов няма, тъй като Фьодор Павлович я иска само заради зестрата ѝ. Семейният им живот е пълен с побоища и вечни сцени, затова тя избягва със семинарист в Петербург, оставяйки и малкия си син Дмитрий при баща му. Грижите за детето поема домашният прислужник Григорий. Известно време след смъртта на майка му, детето идва да прибере брат ѝ. Така малкият Митя сменя дома си още няколко пъти. Той не завършва гимназия, но завършва военно училище, след което получава чин. Вторият му брак е със сирачето Софя Ивановна. Тя е значително по-млада от него и с богата покровителка, която обаче я лишава от зестра, като разбира за кого иска да се омъжи. За нея Фьодор Павлович казва: „мене тогава тия невинни очички като с бръснач ми срязаха душата“. Тя е много смирена и мълчалива, което той приема като разрешение да се държи грозно с нея и да блудства пред нея. След като му ражда двама сина, тя заболява от нервна болест с припадъци и умира. За тях също се грижи Григорий, докато не пристига нейната богата покровителка и не ги взима със себе си. След смъртта ѝ те се местят при нейния наследник, комуто тя завещава пари за образованието им. Заради това Иван завършва гимназия, а сетне сам със свои средства и университет. Альоша също има възможност да завърши гимназия, но в последната година се отказва, като решава, че иска да стане монах и да живее в манастира при стареца Зосима, в града на Фьодор Павлович.
- Книга втора (*тук разказвачът представя срещата на сем. Карамазови в манастира и последвалия скандал)

Както стана ясно, в семейство Карамазови има конфликти между бащата и първородния син, затова всички от семейството се срещат в манастира, в килията на стареца Зосима, с цел той да им помогне да решат тези конфликти и да се помирят. Но ефектът от тази среща е точно обратният, тъй като враждата се влошава. Стига се дотам, че в яда си Дмитрий казва за баща си: „Защо живее такъв човек?“.
- Книга трета (*тук разказвачът разкрива детайли за раждането и живота на Смердяков, както и за ситуацията, в която Дмитрий се намира)

Лизавета Смрадливата е известна в целия град, като умопобърканото момиче от заможно семейство, което не може да говори, зиме и лете ходи босо и по риза и спи пред църквата. След пиянска вечер с приятели Фьодор Павлович преспива с нея, а след 9 месеца тя отива и ражда в пристройката до дома му. Тъй като той не желае да си признае какво е сторил и да се погрижи за детето, а тя умира при раждането, прислужникът Григорий и жена му Марфа Игнатиевна, които нямат деца, го осиновяват и се грижат за него. Фьодор Павлович изплаща образованието му и Смердяков завършва за готвач в Москва, след което работи като такъв в къщата на Фьодор Павлович. След случката в килията на стареца Зосима, Дмитрий и Альоша се срещат и разговарят, като Дмитрий разказва на брат си за живота си преди да се завърне в родния град. От този разговор разбираме, че всъщност Дмитрий има годеница на име Катерина Ивановна, с която се запознава в Москва и която той има намерение да зареже заради Грушенка, която среща след пристигането си в града и в която е влюбен и баща му. Дмитрий разказва още и че Катерина Ивановна му дава 3000 рубли, които той е трябвало да изпрати на братовчедка ѝ в Москва по пощата, но всъщност е пропилял с Грушенка в Мокрое. Той държи да ѝ ги върне, преди да я напусне. Затова заръчва на брат си Альоша първо да отиде да измоли парите от баща им, а след това да отиде при Катерина Ивановна и да ѝ предаде, че Дмитрий я поздравява. Но докато го чака брат си да се върне, на Митя му се привижда, че Грушенка влиза в къщата на баща му. Обезумял от ревност, че тя може да е избрала баща му вместо него, той нахлува в къщата и пребива баща си, като се отрича от него и се заклева пред всички присъстващи (иконома Григорий, братята му и Смердяков), че ще се върне някога да го убие. Но Катерина Ивановна има свой план, затова се е свързала с Грушенка. Тя иска да убеди Грушенка да се откаже от отношенията си с Дмитрий. Това обаче не се случва и Альоша става свидетел на обидата, която Грушенка нанася на Катерина Ивановна с поведението си.
- Книга четвърта (*тук разказвачът ни среща със семейството на Илюша)

По време на една от своите пиянски вечери в градската кръчма Дмитрий се среща със съучастника на Грушенка, в измамата, която баща му му е спретнал. Този човек е щабскапитанът Снегирьов, бащата на Илюша. Дмитрий го е пребил, като го е влачил за брадата. На тази сцена са станали свидетели Илюша и съучениците му, които след това жестоко са му се подигравали в училище, вследствие на което момченцето е много наранено и озлобено.(„Децата в училището са безмилостен народ.“, стр. 248) Катерина Ивановна, разбрала за случилото се, праща Альоша да намери щабскапитана и да му даде 200 рубли, с които той да си помогне по някакъв начин, тъй като той и семейството му тънат в ужасна бедност. Щабскапитанът, защитавайки личната и честта на семейството си, отказва да вземе щедрото подаяние.
- Книга пета (*посветена на Иван; част от нея са главите „Бунт“ и „Великият инквизитор“)

След разговор между Иван, Катерина Ивановна, Альоша и богатата вдовица г-жа Хохлакова, разбираме, че Иван обича годеницата на брат си, но любовта им е обречена, тъй като Катерина Ивановна въпреки всичко държи да остане вярна на обета си към Дмитрий.
откъс от разговора им, стр. 231, 232 от книгата:
„Иван Фьодорович изведнъж се засмя и стана от мястото си. Шапката беше в ръцете му. – Ти си се излъгал, добри ми Альоша – каза той с такъв израз на лицето, какъвто Альоша никога не беше виждал у него, с израз на някаква младежка искреност и силно, неудържимо откровено чувство, – никога Катерина Ивановна не ме е обичала! Тя през цялото време знаеше, че я обичам, макар че никога не съм ѝ казвал нито дума за моята любов – знаеше, но не ме обичаше. Приятел също не съм ѝ бил никога, нито за един ден: гордата жена не е имала нужда от моето приятелство. Тя ме държеше при себе си за непрекъсната мъст. Тя си отмъщаваше на мене и върху мене за всички оскърбления, които постоянно и всяка минута понасяше през цялото време от Дмитрий, оскърбления още от първата им среща… Защото и самата им първа среща е останала в сърцето и като оскърбление. Такова е нейното сърце! Аз през цялото време само това съм правил, да слушам за нейната любов към него. Сега заминавам, но знайте, Катерина Ивановна, че вие наистина обичате само него. И колкото повече ви наскърбява – все повече и повече. Ето в това именно е вашето изстъпление. Вие го обичате точно такъв, какъвто е, обичате го, защото би обижда. Ако той се поправи, веднага ще го зарежете и съвсем ще го разлюбите. Но той ви е потребен, за да съзерцавате непрекъснато своя подвиг на вярност и за да го упреквате в невярност. И всичко това идва от вашата гордост. О, в това има много принизеност и унижение, но всичко това е от гордост… Аз съм много млад и прекалено много ви обичах. Знам, че не би трябвало да ви говоря така, че би било по-достойно от моя страна просто да си изляза оттук; и за вас нямаше да е толкова оскърбително. Но аз заминавам далече и няма да се върна никога. И това е завинаги… Не искам да остана повече сред тези изстъпления. Впрочем, повече няма какво да говоря, казах всичко… Сбогом, Катерина Ивановна, не бива да ми се сърдите, защото сто пъти повече от вас съм наказан, наказан съм преди всичко с това, че никога няма да ви видя. Сбогом. Не искам вашата ръка. Прекалено съзнателно ме измъчвахте, за да мога в тази минута да ви простя! После ще ви простя, а сега не ми трябва ръката ви.Den Dank, Dame, begehr ich nicht! – прибави той с изкривена усмивка, с което доказа, впрочем съвсем неочаквано, че и той може да чете Шилер толкова, че да го научи наизуст, което Альоша по-рано не би повярвал. Излезе от стаята дори без да се сбогува и с домакинята, госпожа Хохлакова, Альоша плесна с ръце.“
След тази случка двамата братя се срещат отново и в разговора им в главите „Бунт“ и „Великият инквизитор“ Иван разкрива пред Альоша своите виждания за света, Бог и тн., като преди да запоне казва: „Братче мое, не искам тебе да те развратя и да те мръдна от устоите ти, ами може би себе си бих искал да изцеря чрез тебе.“ Иван приема Бог, но не приема света, който е създаден от Бог, тъй като в него страдат невинни хора като децата, които все още не са успели да натрупат грехове. А щом не са натрупали свои грехове, значи те страдат, за да изкупят чуждите грехове. Иван се бори срещу това и затова често в анализите е наречен богоборец. Той също си мисли и че би могъл да създаде свят, в който това страдание няма да съществува. Тук идеята е, че светът, създаден от Бога, е свят, в който човек е толкова свободен, че може да избира между доброто или злото, затова в света съществува страдание. А ако светът беше създаден без страдание, това щеше да значи, че някой друг е взел свободата на човека и му е казал, че трябва да се държи добре, т.е. човек не е имал възможността сам за себе си да избере. (повече информация по тази тема и глави „Бунт“ и „Великият инквизитор“ има в книгата „Мирогледът на Достоевски“, Н. Бердяев в главите „Свободата“ и „Великият инквизитор. Богочовекът и човекобогът“) След случилото се с Катерина Ивановна, Иван решава, че ще замине далече от бащиния дом и ще се върне в Москва възможно най-бързо. Разбрал за това му намерение, Смердяков го причаква пред двора на къщата на Фьодор Павлович. Смердяков му се жалва как Дмитрий и старият Карамазов са му възложили да стои и да дебне дали Грушенка няма да отиде при стария, а също и го подпитва не се ли страхува за стария. Иван обаче игнорира това, което Смердяков му казва. На следващия ден заминава за Москва.
- Книга шеста (*тук разказвачът разкрива завета на стареца Зосима)

Преди да умре, старецът Зосима разкзава как е намерил пътя към Господ и дава своите поучения към хората, обяснява своя светоглед, който е в противоречие със светогледа на Иван.
- Книга седма (*тук е тествана вярата на Альоша)

След смъртта на стареца Зосима, когото Альоша е приемал за свой обичан духовен водач, той е много разстроен. Състоянието му влошава и хорския укор за „дъха на разложение“, който идва от тленните останки на стареца. Затова Альоша иска да се отдалечи за известно време от манастира и приема поканата на Ракитин да отидат на гости на Грушенка. Според Ракитин Альоша сам, без да се усеща, е влязъл в капана, защото той си мисли, че братовчедка му Грушенка ще се опиа да съблазни Альоша, а той ще се поддаде. Но противно на очакванията на Ракитин, това не се случва, защото Грушенка се разкайва пред Альоша колко лош човек е и как иска да е по-добра.
- Книга осма (*пътя на Митя към 3000 хиляди рубли)

Митя отчаяно се опитва да намери 3000 рубли, които дължи на годеницата си. Той решава да отиде първо при Кузма Кузмич, наричан в романа още Кузма Самсонов, който е покровител на Грушенка. Пристига в къщата му с цел да му продаде земята си в съседното село за 3000 рубли, както и да го убеди, че по този начин Грушенка ще предпочете него пред баща му и тази полза ще бъде също и в нейна полза. Това, което Митя не знае, е, че Кузма Кузмич е подъл, присмехулен и студен човек, който само го измамва, като го съветва да отиде при горския и да се опита да продаде земята си на него. Горският не се съгласява, затова единственото, което остава на Митя, е да отиде при своята позната – богатата вдовица г-жа Хохлакова, от която да поиска подаяние. Но там също удря на камък. Всичките му неуспешни опити само засилват неговото притеснение дали ще успее навреме да се събере с Грушенка, преди тя да е избрала баща му. След като не я намира в квартирата ѝ, неговото нарастващо притеснение го кара да отиде в бащината къща, за да провери дали тя е там. Уверил се, че Грушенка не е и при баща му, той иска да се махне от там, но преди да успее да прескочи оградата и да избяга, домашният иконом Григорий го сграбчва за крака и го обвинява в отцеубийство. В страха си Митя го удря по главата с медно чукче, като го ранява. Опитвайки се да му помогне, Митя се изцапва с кръвта му. След като избягва, той отива първо в квартирата на Грушенка, където го уведомяват тя с кого и къде е отишла, след това той поема на път.
- Книга девета (*обвинението и залавянето на Митя)

Грушенка е заминала за Мокрое с предишния си любим, затова натам отпътува и Митя, оставяйки Пьотр Илич, с когото се е срещнал след случилото се в бащината му къща, да се чуди от къде тази кръв и то къде е странното му поведение. За да се разсее от мислите си за Митя, Пьотр Илич отива в местната кръчма. Там обаче след като споделя за случката, му казват, че Митя неведнъж се е заканвал да убие баща си. Тягостни съмнения завлавяват ума на Пьотр Илич, затова той отива да разбере какво наистина се е случило. Пристигайки в къщата на околийския, той разбира от събралите се там всички представители на органите на реда в градчето за убийството на стария Карамазов. Тъй като голяма част от доказателствата сочат към Митя, всички тръгват след него. Намират го да гуляе в Мокрое с Грушенка, разпитват го, а той им разказва цялата си история, като споделя, че не му е откраднал липсващите 3000 от дома му, нито го е убил, а парите, с които е отишъл в Мокрое при Грушенка, са част от парите на годеницата му, които той не е похарчил предния път. Но тъй като разказът на Митя изцяло се противопоставя на доказателствата, той бива отиведен от органите на реда и обвинен в убийството на баща си.
- Книга десета (*разказвачът се връща към Илюша и неговите съученици)

Чрез третия брат Альоша, който обича децата и някак интуитивно умее да предусети как да подходи към тях, са представени в по-големи детайли част от съучениците на Илюша като Коля Красоткин. Тези деца се подиграват в училище на Илюша заради побоя, който Дмитрий Карамазов е нанесъл над баща му и как баща му изобщо не е могъл да се защити, и Илюша е трябвало да се моли на Дмитрий да го пожали. Тези подигравки се превръщат бързо в насилие. Илюша живее в пълна немотия, болен е, а боя с камъни между него и съучениците му му нанася много по-дълбоки и невидими щети. Но Альоша успява по свой си начин да помири децата, което поне малко облекчава тежките страдания на Илюша. Въпреки всичките усилия на лекарите, за всички е ясно, че дните на Илюша са преброени, което дори децата, които се сдружават отново с него, разбират.
- Книга единадесета (*истината за смъртта на стария Карамазов излиза наяве, но само от части)

Няколко дни след заминаването си за Москва, Иван получава телеграма относно фаталните събития след неговото отпътуване. Той се връща в родния град, като е напълно убеден, че брат му Митя е справедливо обвинен, но след разговор с Альоша и Катерина Ивановна в ума му се заражда съмнение. Сещайки се за странното държание на Смердяков преди заминаването му и разбирайки, че в онзи момент никой друг освен него не е бил на местопрестъплението, той решава да го посети. След убийството Смердяков заболява тежко и е поставен по лекарско наблюдение. Иван го посещава три пъти в болницата, като чак на последната им среща Смердяков му признава какво всъщност е извършил. В деня преди убийството Смердяков е инсценирал епилептичен припадък, който да му служи като алиби, за да не могат да го заподозрат. Вечерта на убийството, след като Грийгорий и Марфа Игнатиевна са заспали, той е чул пристигналия Дмитрий. Уверил се, че Дмитрий е избягал, а Григорий е в безсъзнание, той отишъл при стария и го примамил да му отключи стаята си, като го излъгал, че Грушенка го чака в градината. Тогава го убил и взел 3000 рубли, които били предназначени за нея, тъй като само той и старият знаели къде са били скрити тези пари. След това споделя на Иван, че е обмислял да избяга с тези пари и да започне нов живот в Москва, но заради влошеното си здраве не би могъл, затова му дава парите. В течение на разговора Смердяков обвинява нищо неподозиращия Иван в съучастничество. Опитва се да го убеди, че е постъпил така заради разговорите им, в които Иван е казвал „Всичко е позволено“ и е споделял вижданията си за Бог и тн. Т.е. все едно вярванията на Иван са го подмамили да извърши престъплението. Смердяков е решил, че Иван иска да убие баща си, защото се страхува, че няма да получи наследство, ако баща му се събере с Грушенка. Смердяков също е приел това, че Иван е игнорирал въпросите му и въпреки тях е заминал надалеч, за съгласие от страна на Иван да изпълни своя план, за който Иван обаче нищо не е знаел. След разказа, Иван иска от Смердяков да си признае престъплението в съда, но Смердяков се обесва. Иван още от преди е имал проблеми с психиката, но вината, която му вменява Смердяков, нанася последен удар над разклатената му психика и той полудява, вследствие на това показанията му в съда не могат да бъдат приети.
- Книга дванадесета (*съдебният процес на Митя)

Въпреки че Митя е невинен, той има мотиви – проблемите с имотите и съперничеството за Грушенка, неведнъж е казвал пред различни хора, че възнамерява да убие баща си, а дори е и написал на годеницата си писмо, в което също го заявява, Григорий твърди, че Митя е отцеубиецът. Всички тези доказателства, както и показанията на различни хора против него, не могат да бъдат оспорени, затова го осъждат на затвор в Сибир. Братята му и годеницата му се опитват да помогнат на него и на Грушенка да заминат за Америка, след като той избяга от Сибир.
- Епилог

Романът завършва с прощаването на Дмитрий с роднините му и смъртта на Илюша.

## Персонажи
Главните герои в романа са Фьодор Карамазов, Дмитрий Карамазов, Иван Карамазов, Алексей Карамазов, Павел Смердяков, Катерина Ивановна, Аграфена Александровна, а второстепенните са старецът Зосима, г-жа Хохлакова, Ракитин, Григорий и Марфа Игнатиевна, и тн.
Главни герои
- Фьодор Павлович Карамазов – заможен помешчик, баща на Дмитрий, Иван, Алексей и Смердяков. Описан е в началото на романа като „тип на човек не само нищожен и развратен, но заедно с това и несмислен – ала от ония несмислени хора, които умеят да уреждат своите имотни работници и комай само за тях“ и „зъл шут“; като герой е също и налудничав, развратен старец, който води пиянски и сладострастен живот, изключително алчен и сребролюбив, готов на измами и изнудвания, за да се добере до голяма сума пари или богати имоти. Започва като беден помешчик. Избягва и се жени за богата наследница от дворянския род Миусови само заради паричните облаги. Успява да вземе от нея известна сума пари, преди да се разделят. Загива трагично и неясно.
- Дмитрий Фьодорович Карамазов – първи син на Фьодор Крамазов от първия му брак с Аделаида Ивановна; по нрав много прилича на баща си, като описва сам себе си казва: „Обичал съм разврата, обичал съм и срама на разврата. Обичал съм жестокостта! Не съм ли тогава дървеница, не съм ли зло насекомо? Казано е – Карамазов!“ описан е в началото на романа като „лекомислен, буен, със страсти, нетърпелив, гуляйджия“
- Иван Фьодорович Карамазов – втори син на Фьодор Карамазов от втория му брак; този герой е често описван в анализите като богоборец, тъй като се противопоставя на света създаден от Бог; той е един от т.нар. „тъмни“ герои в романите на Достоевски, което ще рече, че той сам показва същността си, но не може да разбира другите интуитивно, затова Алексей казва за него „Братът Иван е загадка“
- Алексей Фьодорович Карамазов – трети син на Фьодор Карамазов и втори от втория му брак, описан е в романа като „подранил човеколюбец“, той е един от т.нар. „светли“ герои в романите на Достоевски, което ще рече, че той по някакъв интуитивен начин може да „чете“ хората, т.е. той ги разбира, разбира душите им и защо правят и чувстват дадени неща, също така той свързва герои, които не се харесват или имат пречки помежду си (пример за това е как той се явява като своеобразен посредник между брат си Дмитрий и баща си, между брат си Дмитрий и годеницата му); той е единственият, в който карамазовското начало не може да се прояви по пагубен начин, защото е поел по пътя си към Бог
- Павел Фьодорович Смердяков – „Още младеж само двайсет и четири годишен, той беше страшно затворен и мълчалив. Не че беше див или че се срамуваше от нещо, не, напротив, той имаше надменен характер и сякаш презираше всички.“, единственият от синовете, за когото старият Карамазов полага някакви грижи и на когото помага, тъй като старият Карамазов заплаща за образованието му и го наема при себе си на работа
- Катерина Ивановна – изключително красива светска девойка от благородно семейство, която обича Дмитрий, но също и Иван
- Аграфена Александрвона – още наричана на галено Грушенка е млада и красива девойка, която бива изоставена от любимия си, като след това се мести в градчето, където се среща с Карамазови, т.нар. от Дмитрий „инферналница“ (фатална жена)

## Мотиви и стил на писане
Историята в „Братя Карамазови“ се разказва от измислен безименен персонаж, който живее в същия град, обитаван от семейство Карамазови. Сюжетът включва много ретроспекции, странични истории и пасажи, посветени изцяло на даден образ от романа. Известна част от книгата е главата „Великият инквизитор“, разказана от Иван на Альоша, която заживява свой живот като разказ, отделен от обемната творба.